# 木下遥
木下 遥（きのした はるか、1997年3月17日 - ）は、北海道札幌市出身のファッションモデル、タレント、プロ雀士。
ドンクモデル所属。日本プロ麻雀連盟（第38期生）所属。団体内の段位は初段。2022年12月8日付けで北海道本部へ転籍、2023年9月1日、北海道本部から東京本部に移籍。

## 来歴
北海道北広島高等学校卒業。
弘前大学人文学部経済経営課程に入学。1年の時に『「ミス弘前大学2015」グランプリ』獲得、2年の時に『第32回 弘前城ミス桜コンテスト』でミス桜に選ばれた。
大学卒業後は、地元北海道に戻りモデル・タレント・リポーターとして活躍。
2022年、日本プロ麻雀連盟の2021年度プロテスト（38期前期）に合格。3月に日本プロ麻雀連盟の第3期桜蕾戦でベスト8。
2023年、シンデレラファイト・シーズン2で準優勝。
2023年9月1日、北海道本部から東京本部に移籍し、鳳凰戦E3リーグより参戦。
2024年1月7日、東京本部移籍1期目となる第40期鳳凰戦E3リーグ後期での優勝が決定し、鳳凰戦E2リーグへ昇級した。
2024年7月25日には初のグラビアとなるデジタル写真集「木下遥 ルピナスの誘惑 vol.1～3」 が講談社FRIDAYデジタルより発売された。
2025年1月24日、YouTubeチャンネル「木下遥のはるかっか王国」を開設。
2025年4月1日麻雀格闘俱楽部Extremeに参戦。

## 人物
- 大学在学中、所属していたバスケットボールのサークルで先輩たちから麻雀を教えてもらい、一緒に打つようになった[1]。
- Jリーグプロサッカークラブの北海道コンサドーレ札幌が好きで[3]、テレビの番組『イチモニ!』で応援隊長を任されていた。現在はコンサドーレの公式YouTubeチャンネルの『CONSADOLE LIVE』にコンサポ（コンサドーレサポーター） harukaとして出演している。
- サッカー以外の趣味は映画鑑賞やドラマ鑑賞[3]。
- 妹と弟がいる[3]。

## 出演

### テレビ番組
- イチモニ![3]（2019年4月 - 2021年9月、北海道テレビ放送） - お天気キャスターとして出演
- イチオシ!![3]（北海道テレビ放送）
- ぷりっぷり[3]（北海道テレビ放送）
- 夜のブラキタ（北海道放送）
- ブラキタ（北海道放送）
- 麻雀オールスターBS10チャンピオンシップ（BS10） - リポーター

### ラジオ番組
- ドンクモデルの聴かさるラジオ（FM NORTH WAVE）
  - ドンクモデル所属モデルと交代で担当。

### イベント
- SAPPORO COLLECTION（2021 S/S、2022 S/S、2022 A/W）

### CM
- ドコモ（2021年2月 - 3月末） - 出演[15]
- サツドラ50周年記念超感謝祭（2022年） - 出演[16]
- みよしのさっぽろ（2022年3月、北海道文化放送） - 出演[17]
- コープさっぽろ - ナレーション出演[3]

### 劇場アニメ
- 魔女見習いをさがして（2020年、福山駅アナウンス 役）

## 書籍

### デジタル写真集
- FRIDAYデジタル写真集 木下遥 ルピナスの誘惑 vol.1（2024年7月25日、講談社）[12]
- FRIDAYデジタル写真集 木下遥 ルピナスの誘惑 vol.2（2024年7月25日、講談社）[13]
- FRIDAYデジタル写真集 木下遥 ルピナスの誘惑 vol.3（2024年7月25日、講談社）[14]